# Pyrinia fletifera
Pyrinia fletifera är en fjärilsart som beskrevs av Paul Dognin 1918. Pyrinia fletifera ingår i släktet Pyrinia och familjen mätare. Inga underarter finns listade.